# Henry Pelham
Pour les articles homonymes, voir Henry Pelham (homonymie).
Henry Pelham (25 septembre 1694 – 6 mars 1754) est un homme d'État britannique, membre du parti whig et qui est Premier ministre de Grande-Bretagne de 1743 à sa mort.

## Jeunesse et études
Pelham reçoit d'abord l'éducation d'un précepteur puis étudie à l'Université d'Oxford. Il est engagé volontaire lors de la bataille de Preston en 1715, passe quelque temps en Europe continentale, puis entre au Parlement en 1717 comme représentant de Seaford, dans le Sussex, qu'il représente jusqu'en 1722.

## Carrière politique
Grâce à la forte influence de sa famille et aux recommandations de Robert Walpole, il est nommé, en 1721, Lord au Trésor. L'année suivante, il retourne au parlement pour le comté de Sussex. En 1724, il entre au gouvernement comme Secrétaire à la guerre, mais il échange cette charge en 1730 pour celle plus lucrative de Trésorier des armées. Il se fait remarquer pour son soutien à Walpole sur la question du droit d'accise puis, comme Walpole, il occupe le poste de gouverneur de la fondation de l'œuvre de charité du Foundling Hospital lorsqu'il ouvre ses portes en 1739. En 1742, une coalition à la chambre le porte l'année suivante au poste de Premier ministre.
Lors de la première année de son gouvernement, le pouvoir est en fait détenu par le Secretary of State for the Northern Department (Secrétaire d'État aux affaires du Nord), Lord Carteret, qui est à la tête du Carteret Ministry, dans lequel Pelham est Premier Lord au Trésor, Chancelier de l'Échiquier et chef de la majorité à la Chambre des communes. Il partage ensuite le pouvoir avec son frère, Thomas Pelham-Holles, duc de Newcastle. Cette période est relativement calme dans le domaine de la politique intérieure, bien que la Grande-Bretagne soit à l'époque impliquée dans plusieurs guerres.
Fervent partisan de la paix, Pelham mène la guerre de Succession d'Autriche avec langueur et des succès mitigés, mais le pays, las de cette lutte interminable, s'accorde à accepter sa politique étrangère. Le roi George II, contrecarré dans ses propres projets, fait appel, en 1746, à William Pulteney, mais sa manœuvre échoue du fait de la démission des deux frères Pelham (Henry et le duc de Newcastle) et auxquels le roi doit demander de reprendre leur démission.
En 1749, le Consolidation Act est voté, réorganisant la Royal Navy. Le 20 mars 1751, le calendrier britannique est lui aussi réorganisé (Nouvel an devient le 1er janvier) ; la Grande-Bretagne adopte le calendrier grégorien l'année suivante. L'une des dernières lois de Pelham est le Marriage Act 1753 ("Loi nuptiale de 1753"), qui définit l'âge minimum de consentement au mariage. À sa mort, son frère (le susmentionné duc de Newcastle) reprend le gouvernement.